# Wolfgang Meurer (Mediziner)

Wolfgang Meurer

Wolfgang Meurer (* 13. Mai 1513 in Altenberg; † 6. Februar 1585 in Leipzig) war ein sächsischer Pädagoge, Meteorologe und Arzt.

## Leben
Meurer studierte Philosophie und Medizin an der Universität Leipzig. Danach wurde er Konrektor an der Thomasschule zu Leipzig und von 1535 bis 1540 Rektor der Nikolaischule. Im Jahr 1549 promovierte er zum Dr. med. und wurde 1571 Professor für Medizin. Ab 1570 wirkte er zugleich als Stadtphysikus und Ratsherr. Außerdem war er von 1571 bis 1585 Dekan der Medizinischen Fakultät Leipzig und von 1570 bis 1574 Proconsul.
Der Rechtsgelehrte Philipp Meurer, der bereits frühzeitig von Leipzig nach Hamburg ging, war sein Sohn.

## Werke (Auswahl)
- De recta medendi ratione disputatio, Leipzig 1549.